# Andrés Landero
Andrés Gregorio  Landero Guerra (San Jacinto, Bolívar; 4 de febrero de 1931-Cartagena de Indias, 1 de marzo de 2000) fue un músico y compositor colombiano. Era conocido como El rey de la cumbia.

## Trayectoria
Andrés Landero nació en San Jacinto, su padre era el gaitero Andrés Guerra y su madre Rosalba Landero. En su hogar, el pequeño creció en medio de un ambiente musical. Desde los ocho años se acostumbró a visitar el monte y se aprendió los sonidos de la naturaleza, lo que después le ayudó a su vena artística como compositor. En 1950 comienza su trayectoria. Al mismo tiempo se hizo conocer como intérprete pues visitaba todas las festividades y corralejas que se realizaban en esas poblaciones. Desde su juventud su habilidad era tocar acordeón. Su primer acordeón se lo compró a Pacho Rada. Instruido por Delia Zapata Olivella para hacer parte de su grupo de baile que emprendía una gira por Europa. También recuerda «La hamaca grande», que compuso Adolfo Pacheco, ya que le hizo el arreglo y fue el primero que la interpretó.
Landero ha sido reconocido a través de Latinoamérica y el mundo con sus temas tan célebres como «La pava congona», «Bailando cumbia», «Perdí las abarcas», «Las miradas de Magaly», «Flamenco», «La muerte de Eduardo Lora», entre otros. Estos temas son caracterizados por sus letras que hablan sobre la realidad y que la plasma Landero en sus letras con imágenes relativamente sensoriales, según menciona Celso Piña en la serie documental «El rey de la cumbia».
Formó su propio conjunto y empezó a participar en certámenes donde resultó triunfador. Ha sido proclamado «Rey de la cumbia» en El Banco, Magdalena, «Rey sabanero» en Sincelejo, «Rey» en Arjona, Bolívar (1969) y «Rey del festival bolivarense del acordeón» (1968). Participó en cinco oportunidades en el Festival de la Leyenda Vallenata logrando dos segundos lugares y dos terceros lugares. Su primer conjunto lo integró con Eduardo Lora como cantante, Carlos Caro, en la guacharaca y José Tobías en la caja. Los viajes empezaron y Landero realizó giras a Venezuela, Panamá, República Dominicana y México. En este país, fue declarado «Rey de la cumbia».
Contó con un sinnúmero de admiradores en Colombia y en el exterior, especialmente en los Estados Unidos donde las colonias de colombianos siempre estuvieron al tanto de sus presentaciones y grabaciones. Dentro de sus admiradores, que incluyen personajes de las artes y la literatura, también hay políticos importantes. Falleció de un infarto el 1 de marzo de 2000 en Cartagena de Indias tras ser hospitalizado en la misma ciudad.

## Discografía
- 1962 Candelazos Curro "En Acordeón" Vol. 9
- 1964 Piel Morena
- 1965 Fiel Caricia
- 1966 Cumbia en la India
- 1969 Mujer Querida
- 1969 El Engaño
- 1971 Serenata Vallenata
- 1972 La fiebre
- 1973 Andrés Landero y su Conjunto
- 1973 El Solterón
- 1975 El Desahuciado
- 1976 Cuerdas de Gallo
- 1976 El Tigre del Acordeón
- 1977 Los Hamaqueros
- 1977 Con las Mejores Cumbias
- 1977 Solo Cumbias
- 1979 Bailando Cumbia
- 1979 En Acción
- 1979 Cumbia Artesana
- 1981 El Hijo del Pueblo
- 1983 Angélica María
- 1986 Cumbia Colombiana
- 1995 El Rey de la Cumbia
- 2008 El Clarín de la Montaña
- 2016 Yo Amanecí